# شباز ناپیر
شباز ناپیر (انگلیسی: Shabazz Napier؛ زادهٔ ۱۴ ژوئیهٔ ۱۹۹۱) بازیکن بسکتبال اهل پورتوریکو است.
از باشگاه‌هایی که در آن بازی کرده‌است می‌توان به اورلندو مجیک، مینه‌سوتا تیمبرولوز، واشینگتن ویزاردز، میامی هیت، و بروکلین نتس اشاره کرد.